# Il buono, il brutto, il cattivo (banda sonora)
La banda sonora de Il buono, il brutto, il cattivo (en español: El Bueno, el feo y el malo) fue lanzada junto a la película de wéstern del mismo nombre, estrenada en 1966 y dirigida por Sergio Leone. La música está compuesta por Ennio Morricone, un frecuente colaborador de Leone composiciones en cuestión originales distintivas, compuestas de disparos, silbido y canto a la tirolesa impregnan la película. El tema principal, que se asemeja al aullido de un coyote, es una melodía de dos notas que es un tema frecuente, y es utilizado para los tres personajes principales, con un instrumento diferente para cada uno: flauta para Blondie (Hombre Sin Nombre), Arghilofono (Ocarina) para Ojos de ángel, y voces humanas para Tuco.
Es ampliamente considerada como una de las bandas sonoras de película más importantes y más originales en la historia del cine.
La música complementa la guerra civil estadounidense en la película, conteniendo la balada, "La historia de un soldado", la cual está cantada por prisioneros mientras Tuco es torturado por el hombre de confianza Ojos de ángel. El famoso clímax de la película, un duelo mexicano, empieza con la melodía de "El éxtasis del oro" y está seguida por "El duelo triple". Esta confrontación épica está considerada por muchos críticos de película como uno de los clímax más electrizantes nunca filmados, y la música es un componente integral de la obra.[cita requerida]
El tema principal fue un éxito en 1968. El álbum de la banda sonora estuvo en las listas durante más de un año, logrando alcanzar la cuarta posición en la lista de álbumes pop de Billboard y el décimo lugar en el chart del álbum negro. El tema principal fue también un éxito para el músico Hugo Montenegro, su versión en el sintetizador Moog llegó al segundo lugar en la categoría sencillo pop de Billboard en 1968.
El álbum fue remasterizado y relanzado por Capitol Records en 2004, conteniendo 10 piezas musicales adicionales de la película. Un lanzamiento europeo de GDM Music en 2001 contiene aún más música, con una duración total de 59 minutos y 30 segundos.

## Listados de canciones
Todas las canciones se encuentran compuestas por Ennio Morricone.

### Lanzamiento original
Fecha de lanzamiento original: 29 de diciembre de 1967
Audio CD; fecha de Lanzamiento: 25 de octubre de 1990
Listado de canciones
| N.º | Título                                        | Duración |  |
| 1.  | «The Good, the Bad and the Ugly (main title)» | 2:38     |  |
| 2.  | «The Sundown»                                 | 1:12     |  |
| 3.  | «The Strong»                                  | 2:20     |  |
| 4.  | «The Desert»                                  | 5:11     |  |
| 5.  | «The Carriage of the Spirits»                 | 2:06     |  |
| 6.  | «Marcia»                                      | 2:49     |  |
| 7.  | «The Story of a Soldier»                      | 3:50     |  |
| 8.  | «Marcia Without Hope»                         | 1:40     |  |
| 9.  | «The Death of a Soldier»                      | 3:05     |  |
| 10. | «The Ecstasy of Gold»                         | 3:22     |  |
| 11. | «The Trio (main title)»                       | 5:00     |  |

### Lanzamiento extendido por GDM CD Club
Fecha de lanzamiento: 2001
1. "Il Bono, Il Brutto, Il Cattivo (Titoli)" - 2:38
2. "Il Tramonto" - 1:14
3. "Sentenza" - 1:39 *
4. "Fuga Un Cavallo" - 1:05 *
5. "Il Ponte Di Corde" - 1:51 *
6. "Il Forte" - 2:19
7. "Inseguimento" - 2:22 *
8. "Il Deserto" - 5:14
9. "La Carrozza Dei Fantasmi" - 2:06
10. "La Missione San Antonio" - 2:13 *
11. "Padre Ramirez" - 2:36 *
12. "Marcetta" - 2:49
13. "La Storia Di Un Soldato" - 5:30
14. "Il Treno Militare" - 1:22 *
15. "Bueno Di Una Spia" - 1:12 *
16. "Il Bandito Monco" - 2:43 *
17. "Previsto Contro Cinque" - 3:45 *
18. "Marcetta Senza Speranza" - 1:48
19. "Morte Di Un Soldato" - 3:07
20. "L'Estasi Dell'Oro"
21. "Il Triello" - 7:14 (la última parte de esta tonada es  en mono)

### Lanzamiento mejorado y extendido
Fecha de lanzamiento: 18 de mayo de 2004
Listado de canciones
| N.º | Título                                                    | Duración |  |
| 1.  | «Il Buono, Il Cattivo, Il Brutto (2004 Digital Remaster)» | 2:41     |  |
| 2.  | «Il Tramonto (2004 Digital Remaster)»                     | 1:15     |  |
| 3.  | «Sentenza»                                                | 1:41     |  |
| 4.  | «Fuga A Cavallo»                                          | 1:07     |  |
| 5.  | «Il Ponte Di Corde»                                       | 1:51     |  |
| 6.  | «Il Forte (2004 Digital Remaster)»                        | 2:22     |  |
| 7.  | «Inseguimento»                                            | 2:25     |  |
| 8.  | «Il Deserto (2004 Digital Remaster)»                      | 5:16     |  |
| 9.  | «La Carrozza Dei Fantasmi (2004 Digital Remaster)»        | 2:09     |  |
| 10. | «La Missione San Antonio»                                 | 2:15     |  |
| 11. | «Padre Ramirez»                                           | 2:36     |  |
| 12. | «Marcetta (Marcia) (2004 Digital Remaster)»               | 2:52     |  |
| 13. | «La Storia Di Un Soldato (2004 Digital Remaster)»         | 3:53     |  |
| 14. | «Il Treno Militare»                                       | 1:25     |  |
| 15. | «Fine Di Una Spia»                                        | 1:16     |  |
| 16. | «Il Bandito Monco»                                        | 2:45     |  |
| 17. | «Due Contro Cinque»                                       | 3:46     |  |
| 18. | «Marcetta Senza Speranza (2004 Digital Remaster)»         | 1:40     |  |
| 19. | «Morte Di Un Soldato (2004 Digital Remaster)»             | 3:08     |  |
| 20. | «L'Estasi Dell'Oro (2004 Digital Remaster)»               | 3:23     |  |
| 21. | «Il Triello (2004 Digital Remaster)»                      | 5:02     |  |

## Personal
- Compuesto por: Ennio Morricone
- Dirigido por: Bruno Nicolai
- Orquesta: Unione Musicisti di Roma
- Coro: I Cantori Moderni di Alessandroni
- Vocales: Edda Dell'Orso, Franco Cosacchi, Nino Dei, Enzo Gioieni, Gianna Spagnulo
- Silbido: John O'Neill
- Ocarina: Italo Cammarota
- Flauta: Nicola Samale
- Cuerno inglés: E. Lobo Ferrari
- Trompeta: Michele Lacerenza, Francesco Catania
- Guitarra eléctrica: Pino Rucher
- Guitarra clásica: Bruno Battisti D'Amario
- Armónica: Franco De Gemini
- Percusión: Pierino Munari